# Witalij Postranski
Witalij Mychajłowycz Postranski, ukr. Віталій Михайлович Постранський (ur. 2 sierpnia 1977 w Iwano-Frankowsku) – ukraiński piłkarz, grający na pozycji bramkarza.

## Kariera piłkarska

### Kariera klubowa
W wieku 5 lat wyjechał do Lwowa. Wychowanek SDJuSzOR Karpaty Lwów. Pierwszy trener Jurij Susła. Występował w klubach Hałyczyna Drohobycz, LAZ Lwów, Haraj Żółkiew, Karpaty-2 Lwów, FK Lwów. W 2001 wyjechał do Rosji, gdzie został piłkarzem Rotoru Wołgograd, ale szybko powrócił do Ukrainy, gdzie bronił barw Krywbasa Krzywy Róg, Worskły Połtawa i Wołyni Łuck. Na początku 2006 przeszedł do Metałurha Zaporoże. W Wyższej Lidze debiutował 12 marca 2006 roku w meczu z Tawrią Symferopol.
W sierpniu 2009 roku otrzymał od klubu status wolnego agenta. Od września występował w azerskim klubie Simurq Zaqatala. W lipcu 2010 podpisał na rok kontrakt z Tawrią Symferopol. Po wygaśnięciu kontraktu w sierpniu 2011 powrócił do Wołyni Łuck. Nie zagrał żadnego meczu i podczas przerwy zimowej sezonu 2011/2012 zasilił skład Zorii Ługańsk. Po zakończeniu sezonu 2013/14 zakończył karierę piłkarską.

## Sukcesy
- finalista Pucharu Ukrainy: 2006